# Giacomo Antonio Ponsonelli

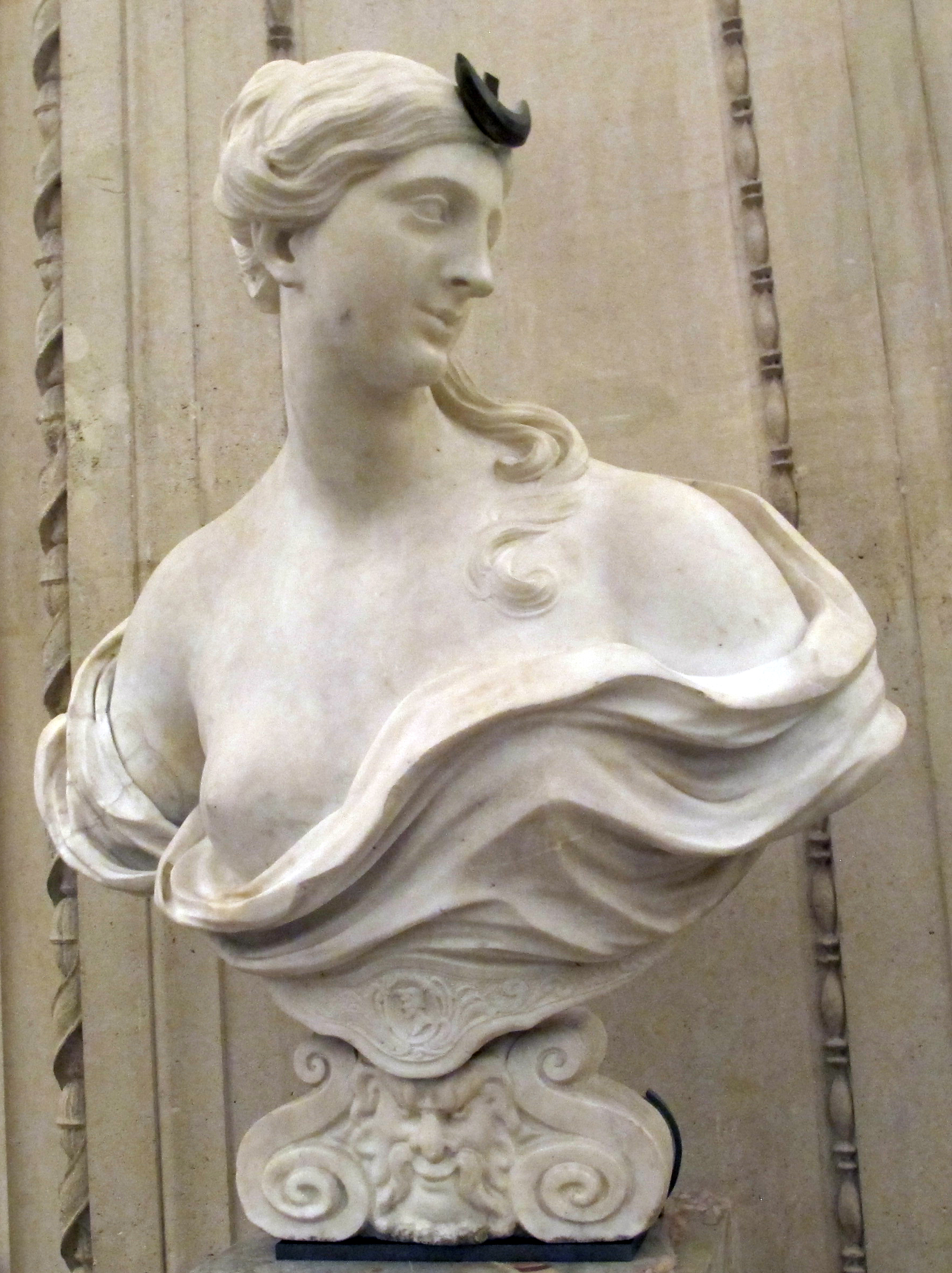
Bust de Diana, de Giacomo Antonio Ponsonelli. Museu del Louvre

Giacomo Antonio Ponsonelli, esmentat sovint com Ponzanelli (Massa, Itàlia, 1654 - Gènova, 1735), fou un arquitecte i escultor italià del barroc tardà.

## Biografia
S'inicià en l'ofici a Finale Ligure i a Savona amb son pare, Domenico Ponsonelli, decorador i també escultor, que en vista del seu talent li va voler donar millor escola i l'envià a Gènova a formar-se sota el mestratge de Filippo Parodi. La col·laboració amb Parodi (amb la filla del qual, Maria Agata, es casà el 1680) es prolongà fins a la mort d'aquest el 1702, i comprén nombrosos treballs compartits a Venècia i a Pàdua, en els quals de vegades es fa difícil destriar l'aportació de Ponsonelli, molt influït en aquest període per l'estil del seu mestre. Posteriorment, tornat a Gènova, continuà tot sol la direcció del taller, amb només un deixeble, Pasquale Bocciardo, i es mantingué intensament actiu fins als seus últims dies: tenia quasi vuitanta anys quan començà l'altar de marbre de la basílica genovesa de Santa Maria delle Vigne, i no l'havia acabat del tot quan morí, als vuitanta-quatre anys.

## Obres
Deixà una vasta producció en diverses ciutats italianes, les mostres més abundants de la qual es troben a Gènova i en altres poblacions lígurs:
- Bust del cardenal Stefano Durazzo (1677). Gènova, convent de Sant Vincent de Paül
- Bust de Marcantonio Grillo (1683). Gènova, Albergo dei Poveri
- Estàtues de la Puritat i de la Mansuetud. Gènova, frontispici de l'església de Sant Felip Neri
- Estàtues de santa Teresa i de sant Joan de la Creu. Gènova, capella del Carme de l'església de Sant Carles
- Grup en marbre de la Fe, l'Esperança i la Caritat, (1690-1705). Gènova, Capella de Sant Diego de la Basílica della Santissima Annunziata del Vastato.
- Grup en marbre de la Mare de Déu de la Mercè, Gènova, església de la Santissima Annunziata di Portoria
- Altar de marbre de la Basílica de Santa Maria delle Vigne. Gènova (1730).
- Estàtua de santa Margarida d'Antioquia en el Santuari de Nostra Signora della Rosa, Santa Margherita Ligure
- Monument fúnebre del bisbe de Savona Stefano Spinola (1683). Savona, catedral de l'Assumpció
- Font de la plaça davant el Santuari de la Mare de Déu de la Mercè, a Savona (1708)

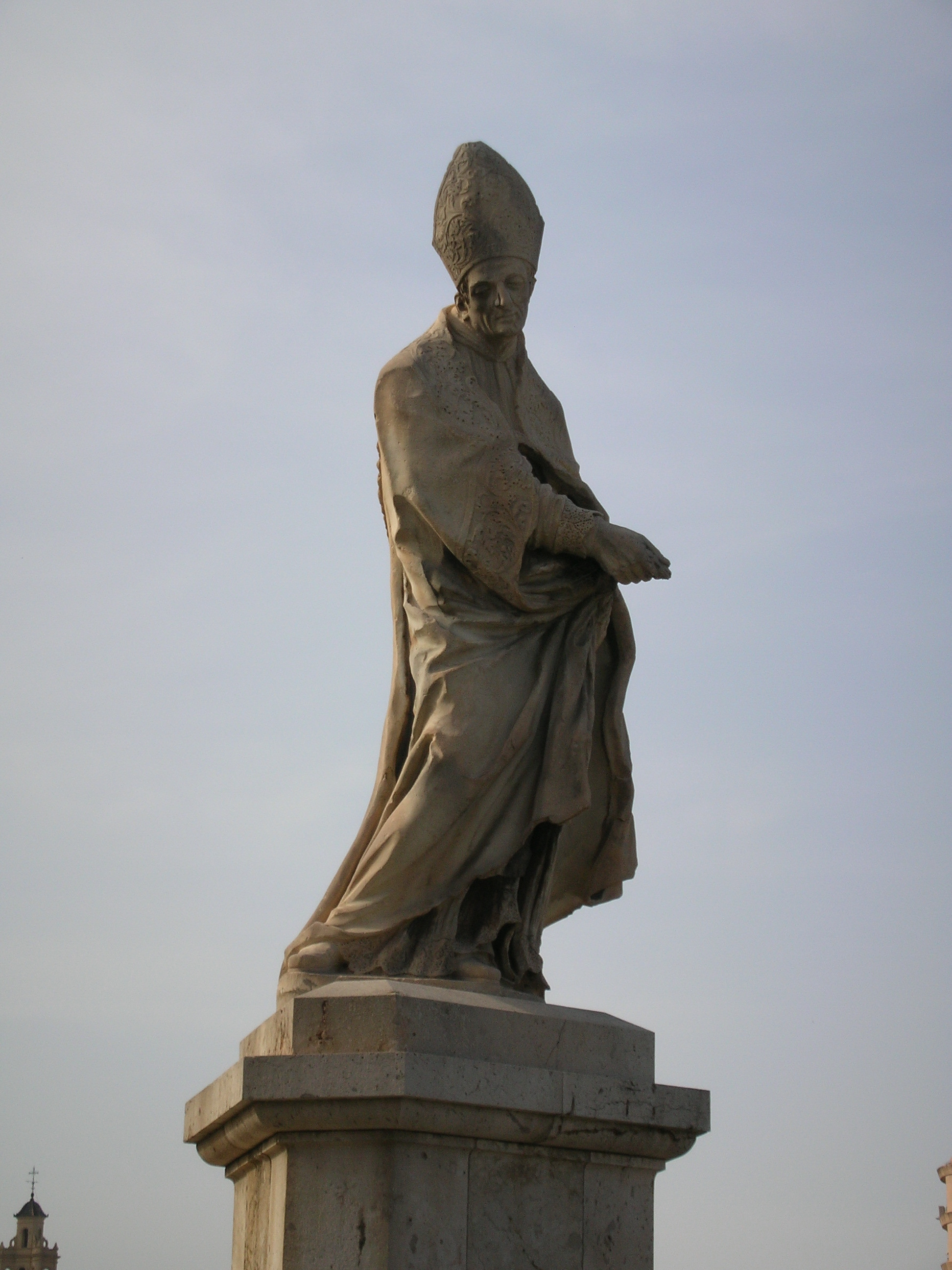
Estàtua de sant Tomás de Villanueva, de Giacomo Antonio Ponsonelli, en el pont de la Trinitat, València

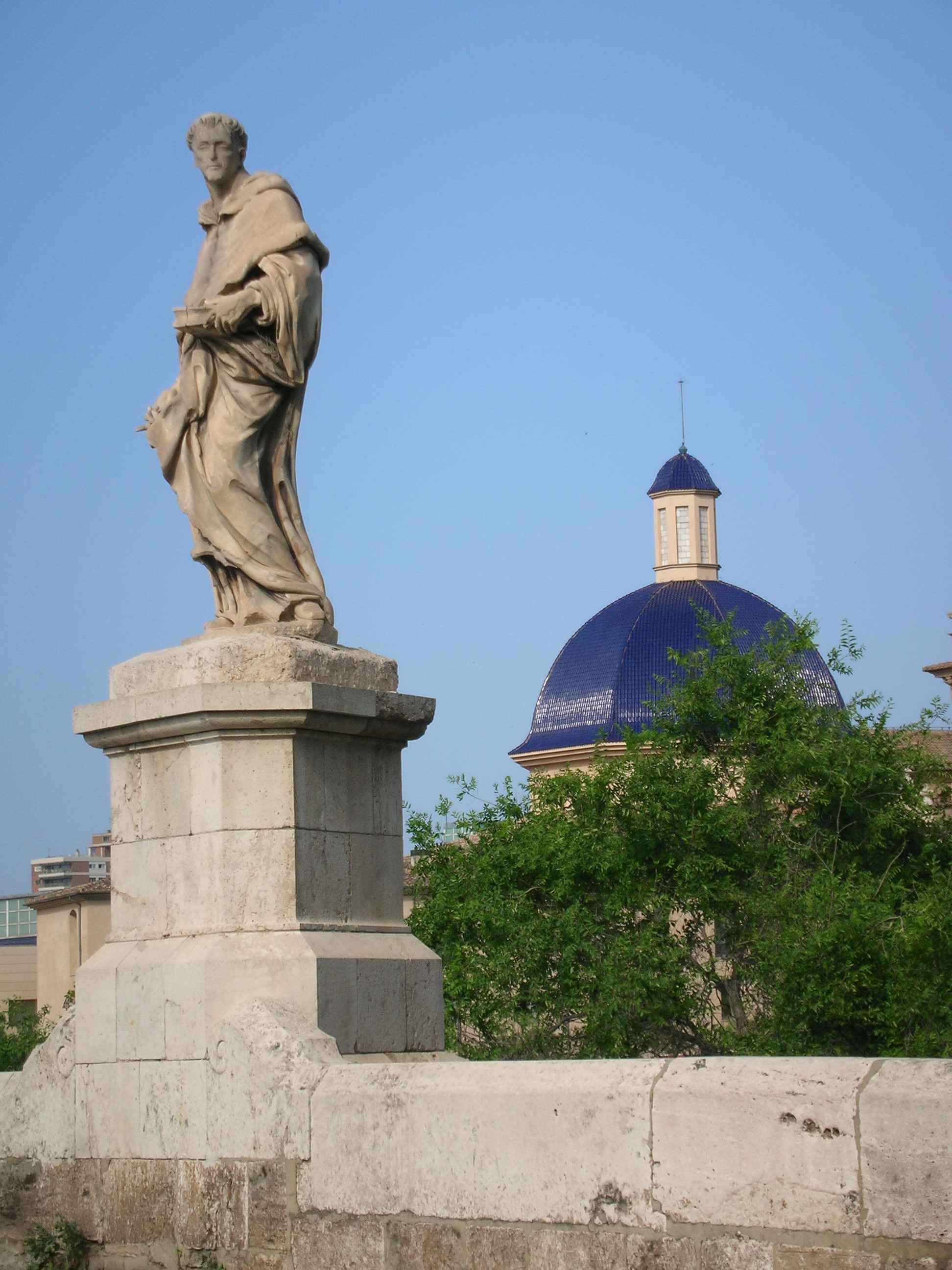
Estàtua de sant Lluís Bertran, de Giacomo Antonio Ponsonelli, en el pont de la Trinitat, València, amb la cúpula del Museu de Belles Arts al fons

Gran part de les comandes de fora d'Itàlia que va haver d'atendre procedien d'Espanya i de Portugal, on era molt apreciat: entre d'altres, a Lisboa envià vuit estàtues d'apòstols, per tal de completar fins a dotze les quatre de Parodi que ja posseïa l'església de la Mare de Déu de Loreto; per a la cort reial espanyola esculpí dotze bustos; a Cadis envià catorze baixos relleus amb episodis de la Passió de Jesús, acompanyats d'un crucifix en marbre, per a decorar l'accés a l'església dels caputxins, i de València rebé diversos encàrrecs del canonge Pontons per als jardins de la residència d'esbarjo que aquest tenia a Patraix, coneguda com l'Hort de Pontons, la qual fou destruïda durant la guerra del francès, i des de llavors les obres de Ponsonelli es troben repartides en diversos emplaçaments per la ciutat: quatre escultures de Venus, Diana, Plutó i Apol·lo als Jardins del Real, un Neptú en la font del Parterre, dues figures de sant Tomás de Villanueva i de sant Lluís Bertran que adornen el pont de la Trinitat, i la font del Tritó dels Jardins de la Glorieta.

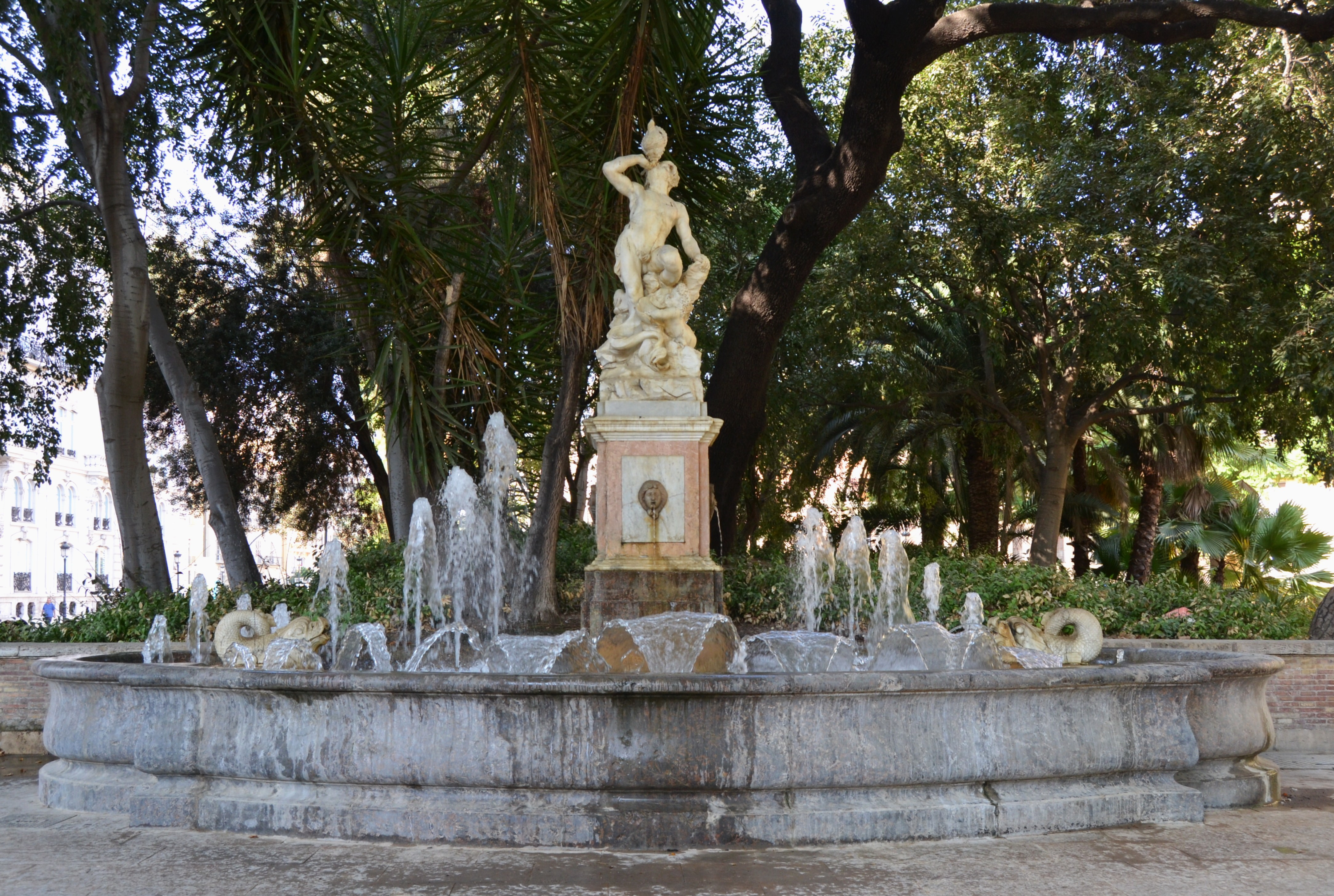
Font del Tritó, de Ponsonelli. Jardins de la Glorieta, València

També hi ha obres seues a París (unes estàtues de la Mare de Déu i de l'Àngel de l'Anunciació a l'església de Notre-Dame de Versalles, i un bust de Diana al Museu del Louvre), a Liechtenstein (un bust de Mart al castell de Vaduz) i a Edimburg (una estàtua de la Immaculada Concepció a la National Gallery of Scotland).